# Équipe de Chine de rink hockey
L'équipe de Chine de rink hockey est la sélection nationale qui représente la Chine continentale en rink hockey. Elle a participé à trois championnats du monde B, en 1990, 1998 et 2004. Cette sélection ne fait plus partie du classement mondial du CIRH en raison de son absence lors des dernières compétitions mondiales, même si la Chine participe régulièrement aux championnats d'Asie. Elle fait néanmoins son retour lors des mondiaux 2019 en engageant une équipe masculine et féminine. 